# Турнир ЭКСПО 1937
Турнир ЭКСПО 1937 (официальное название Tournoi International de l’Exposition Universal) — международный футбольный турнир, приуроченный к проведению в 1937 году в Париже Всемирной выставки.  Он стал третьим в серии подобных турниров (после ЭКСПО 1931 и ЭКСПО 1935).
Проходя в разных городах Франции, турнир стал в некотором роде тестовым для проведения через год чемпионата мира.
Победителем турнира стал итальянский клуб «Болонья», «золотые годы» которого пришлись на середину — конец 1930-х годов (три «скудетто» и два Кубка Митропы).

## Участники
На турнире удалось собрать довольно сильный состав участников.    
| Страна       | Команда           | Титул (достижение)                                           |
| ------------ | ----------------- | ------------------------------------------------------------ |
| Австрия      | «Аустрия» Вена    | Вице-чемпион Австрии 1936/37 и победитель Кубка Митропы 1936 |
| Италия       | «Болонья»         | Чемпион Италии 1936/37                                       |
| Англия       | «Челси»           | 13º место в Лиге Англии 1936/37                              |
| Германия     | «Лейпциг»         | Обладатель Кубка Германии 1936                               |
| Франция      | «Олимпик» Марсель | Чемпион Франции 1936/37                                      |
| Венгрия      | «Фёбуш» Будапешт  | 4º место в чемпионате Венгрии 1936/37                        |
| Франция      | «Сошо»            | Вице-чемпион Франции 1936/37 и обладатель Кубка Франции 1937 |
| Чехословакия | «Славия» Прага    | Чемпион Чехословакии 1937                                    |

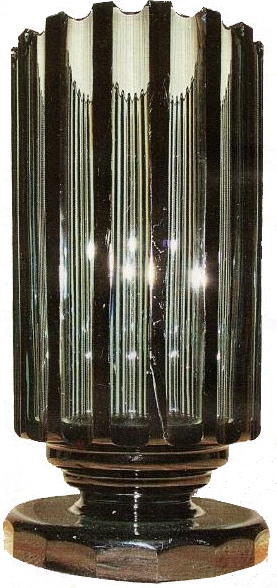
Приз

Были представлены победитель первенства страны — чемпиона мира («Болонья» с героем финала Анжело Скьявио, Карло Регуццони и экс-уругвайцами Микеле Андреоло, Рафаэлем Сансоне и Франсиско Федульо) и победитель неофициального клубного первенства Европы — Кубка Митропы («Аустрия» Вена во главе с легендарным Маттиасом Синделаром, а также членами знаменитой «Вундертим» Карлом Сестой, Вальтером Наушем и Рудольфом Фиртлем). В третьем подобном международном турнире участвовал победитель первенства страны — вице-чемпиона мира («Славия» Прага с Франтишеком Планичкой, Иржи Соботкой и Антонином Пучем). 
В рядах других клубов, представлявших значимые футбольные державы, выступали такие известные в те времена футболисты, как венгры Вильмош Кохут и Габор Петер Сабо, французы Этьенн Маттлер, Лоран Ди Лорто и Роже Куртуа, швейцарцы Андре Абеггленн, Максим Леманн и Фердинанд Брюин, аргентинец Мигель Анхель Лаури и бразилец Жагуаре Васконселос, англичане Джордж Барбер и Сэм Уивер, шотландец Джордж Гибсон, валлиец Эрнест Рид, ирландцы Бернард Уильямс и Джо Бэмбрик, чех Войтех Брадач и другие. 
Значительным достижением организаторов было привлечение к участию в турнире клуба английского топ-дивизиона, что было практически уникальным для тех лет (британские сборные и клубы, долгое время не входившие в межвоенные годы в ФИФА, практически не участвовали тогда в международных соревнованиях — как официальных, так и товарищеских).

## Ход турнира

### 1/4 финала
| 30 мая 1937 | Славия (Прага)               | 2:1     | Фёбуш      | Страсбург                                         |
| | - Соботка 34′ - Копецкий 60′ | (отчёт) | - Сабо 27′ | Стадион: Ла Мено Зрителей: 8000 Судья: Роже Конри |
| Славия (Прага): Франтишек Планичка, Карел Скленичка, Фердинанд Даучик, Антонин Водичка, Карел Пруха, Ян Тругларж, Рудольф Томан, Бедржих Вацек, Иржи Соботка, Властимил Копецкий, Антонин Пуч. Тренер: Ян Рейхардт Фёбуш: Дьюла Чикош, Гергей Вебер, Йенё Фекете, Имре Гомбкётё, Шандор Медьери, Берталан Беки, Эде Рёкк, Шандор Сикар, Андраш Тураи, Иштван Тёрёш, Габор Сабо. Тренер: Лайош Баньяи |                              |         |            |                                                   |

| 30 мая 1937 | Аустрия (Вена)    | 2:0     | Лейпциг | Гавр                                                        |
| | - Синделар 5′ 57′ | (отчёт) |         | Стадион: Мюнисипаль Зрителей: 10 000 Судья: Жорж Капдевилль |
| Аустрия (Вена): Рудольф Цёрер, Карл Андриц, Карл Сеста, Карл Адамек, Клаус Мозер, Вальтер Науш, Франц Риглер, Леопольд Штро, Маттиас Синделар, Камилло Ерузалем, Рудольф Фиртль. Тренер: Маттиас Синделар Лейпциг: Бруно Вёлльнер, Эрих Доберман, Курт Шреппер, Герхард Рихтер, Эрих Тиле, Элимар Мюллер, Ханс Брайденбах, Мартин Шён, Рудольф Гроссе, Штеффен Хитман, Герберт Габриэль. Тренер: Генрих Пфафф |                   |         |         |                                                             |

| 30 мая 1937 | Челси         | 1:1(от) | Олимпик (Марсель) | Антиб                                                  |
| | - Бэмбрик 15′ | (отчёт) | - Ковальчик 48′   | Стадион: Фор Карре Зрителей: 15 000 Судья: Ханс Вютрих |
| Челси: Джон Джексон, Уилф Читти, Джордж Барбер, Билли Митчелл, Аллан Крейг, Сэм Уивер, Дик Спенс, Джимми Аргью, Джордж Миллс, Джо Бэмбрик, Дуглас Смейл. Тренер: Лесли Найтон Олимпик (Марсель): Жагуаре Васконселос, Абделькадер Бен Буали, Анри Конши, Жан Бастьен, Фердинанд Брюин, Вильмош Кохут, Эмиль Зермани, Игнас Ковальчик, Марио Зателли, Эмманюэль Азнар, Эдмон Вайскопф. Тренер: Йожеф Эйсенхоффер |               |         |                   |                                                        |

| 30 мая 1937 | Болонья                                     | 4:1     | Сошо                  | Париж                                                         |
| | - Бузони 7′ - Скьявио 15′ 31′ - Сансоне 49′ | (отчёт) | - Абегглен 38′ (пен.) | Стадион: Ив дю Мануар Зрителей: 10 000 Судья: Mарк Тюрфкрёйер |
| Болонья: Карло Черезоли, Дино Фьорини, Феличе Гаспери, Марио Монтесанто, Микеле Андреоло, Джордано Корси, Джованни Бузони, Рафаэль Сансоне, Анджело Скьявио, Франсиско Федульо, Карло Регуццони. Тренер: Арпад Вайс Сошо: Лоран Ди Лорто, Габриель Лаллуэ, Этьенн Маттлер, Роже Юг, Янош Сабо, Максим Леманн, Роже Куртуа, Андре Абегглен, Мигель Лаури, Войтех Брадач, Бернард Уильямс. Тренер: Конрад Росс |                                             |         |                       |                                                               |

### 1/2 финала
| 3 июня 1937 | Челси                       | 2:0     | Аустрия (Вена) | Париж                                                       |
| | - Бэмбрик 25′ - Митчелл 75′ | (отчёт) |                | Стадион: Ив дю Мануар Зрителей: 5000 Судья: Жорж Капдевилль |
| Челси: Джон Джексон, Нед Баркас, Джордж Барбер, Билли Митчелл, Аллан Крейг, Сэм Уивер, Гарри Бёрджесс, Джимми Аргью, Джо Бэмбрик, Джордж Гибсон, Эрнест Рид. Тренер: Лесли Найтон · Аустрия (Вена): Рудольф Цёрер, Карл Андриц, Карл Сеста, Карл Адамек, Клаус Мозер 53', Вальтер Науш, Франц Риглер, Йозеф Штро, Маттиас Синделар, Камилло Ерузалем, Рудольф Фиртль. Тренер: Маттиас Синделар |                             |         |                |                                                             |

| 3 июня 1937 | Болонья          | 2:0     | Славия (Прага) | Лилль                                                  |
| | - Бузони 70′ 88′ | (отчёт) |                | Стадион: Виктор Буке Зрителей: 12 000 Судья: Эжен Олив |
| Болонья: Карло Черезоли, Дино Фьорини, Феличе Гаспери, Марио Монтесанто, Микеле Андреоло, Джордано Корси, Джованни Бузони, Рафаэль Сансоне, Анджело Скьявио, Франсиско Федульо, Карло Регуццони. Тренер: Арпад Вайс Славия (Прага): Алоис Буреш, Адольф Фиала, Фердинанд Даучик, Антонин Водичка, Карел Пруха, Ян Тругларж, Вацлав Горак, Бедржих Вацек, Иржи Соботка, Властимил Копецкий, Бедржих Езбера. Тренер: Ян Рейхардт |                  |         |                |                                                        |

### Матч за III место
| 5 июня 1937 | Славия (Прага)                   | 3:0     | Аустрия (Вена) | Сент-Уэн                                              |
| | - Копецкий 20′ 86′ - Соботка 63′ | (отчёт) |                | Стадион: Стад де Пари Зрителей: 5000 Судья: Вандепютт |
| Славия (Прага): Алоис Буреш, Адольф Фиала, Карел Скленичка, Антонин Водичка, Карел Пруха, Ян Тругларж, Вацлав Горак, Бедржих Вацек, Иржи Соботка, Властимил Копецкий, Рудольф Томан. Тренер: Ян Рейхардт · Аустрия (Вена): Рудольф Цёрер, Вильгельм Копейтка, Карл Сеста, Карл Адамек 63', Клаус Мозер, Вальтер Науш, Франц Риглер, Леопольд Ноймер, Маттиас Синделар 86', Камилло Ерузалем, Рудольф Фиртль. Тренер: Маттиас Синделар |                                  |         |                |                                                       |

## Финал
| Болонья                              | 4:1     | Челси       |
| ------------------------------------ | ------- | ----------- |
| - Регуццони 15′ 31′ 65′ - Бузони 20′ | (отчёт) | - Уивер 72′ |

| Болонья | Челси |

| БОЛОНЬЯ:         |                   |
|                  |                   |
| Италия           | Карло Черезоли    |
| Италия           | Дино Фьорини      |
| Италия           | Феличе Гаспери    |
| Италия           | Марио Монтесанто  |
| Италия · Уругвай | Микеле Андреоло   |
| Италия           | Джордано Корси    |
| Италия           | Джованни Бузони   |
| Италия · Уругвай | Рафаэль Сансоне   |
| Италия           | Анджело Скьявио   |
| Италия · Уругвай | Франсиско Федульо |
| Италия           | Карло Регуццони   |
| Тренер           |                   |
| Арпад Вайс       |                   |

| ЧЕЛСИ:            |               |
|                   |               |
| Шотландия         | Джон Джексон  |
| Англия            | Нед Баркас    |
| Англия            | Джордж Барбер |
| Северная Ирландия | Билли Митчелл |
| Шотландия         | Аллан Крейг   |
| Англия            | Сэм Уивер     |
| Англия            | Дик Спенс     |
| Шотландия         | Джимми Аргью  |
| Северная Ирландия | Джо Бэмбрик   |
| Шотландия         | Джордж Гибсон |
| Уэльс             | Эрнест Рид    |
| Тренер            |               |
| Лесли Найтон      |               |

### Победитель
| Победитель Турнира ЭКСПО 1937 БОЛОНЬЯ |
| Италия                                |

### Галерея
|  |  |  |

## Бомбардиры
4 гола
- Джованни Бузони

3 гола
- Карло Регуццони
- Властимил Копецкий